# Лускун
Лускун (Spiza americana) — вид горобцеподібних птахів родини кардиналових (Cardinalidae).

## Поширення
Вид гніздиться в центральній частині США (між Скелястими горами та Аппалачами) та на півдні Канади (провінція Онтаріо). На зимівлю мігрує до Мексики, Центральної Америки та пінічної частини Південної Америки (Колумбія, Венесуела, Гаяна). Віддає перевагу відкритій місцевості з великою кількістю луків. У районі зимівлі він населяє низинні землі з тропічним кліматом з численними оброблювальними полями, особливо на рисових полях.

## Опис
Дрібний птах, завдовжки близько 15 см, вагою 26-40 г. Він має товстий, трикутний, блідо-блакитно-сірий дзьоб. Обидві статі мають сіру голову, жовту брову і жовто-біле горло. Спина, круп, крила і хвіст коричневі, з чорнуватими поздовжніми смугами. Самці в період розмноження відрізняються чорним «підборіддям», у них яскраво-жовта грудка і білясте черевце з сіруватими боками. Самиця досить схожа на самицю хатнього горобця (Passer domesticus). Відрізняється блідішим забарвленням, білою підочною смугою, сіро-блакитним дзьобом і жовтуватими плямами на грудях.

## Спосіб життя

### Живлення
Добуває поживу на землі або в полях. Живиться комахами і насінням. Поза сезоном гніздування вони зазвичай годуються зграями.

### Розмноження
Птахи мігрують до свого ареалу гніздування досить пізно: перші птахи з'являються лише в травні, більшість птахів прилітають лише на початку червня. Вони гніздяться біля землі в густій траві або невеликих чагарниках або на висоті 90–120 см на кущах і деревах. У самців може бути до шести партнерок. Партнери залишаються разом лише для вирощування одного виводка. Таким чином, лускун є одними з небагатьох співочих птахів, які мають полігінні зв'язки. Коли вони мігрують на зимівлю приблизно на початку серпня, їхній зв'язок, який існував протягом літа, розпадається.